# Mikroregion Cerro Azul

Mikroregion Cerro Azul

Mikroregion Cerro Azul – mikroregion w brazylijskim stanie Parana należący do mezoregionu Metropolitana de Curitiba. Ma powierzchnię 3.471,972 km²

## Gminy
- Adrianópolis
- Cerro Azul
- Doutor Ulysses